# 海恩兹·瓦斯克

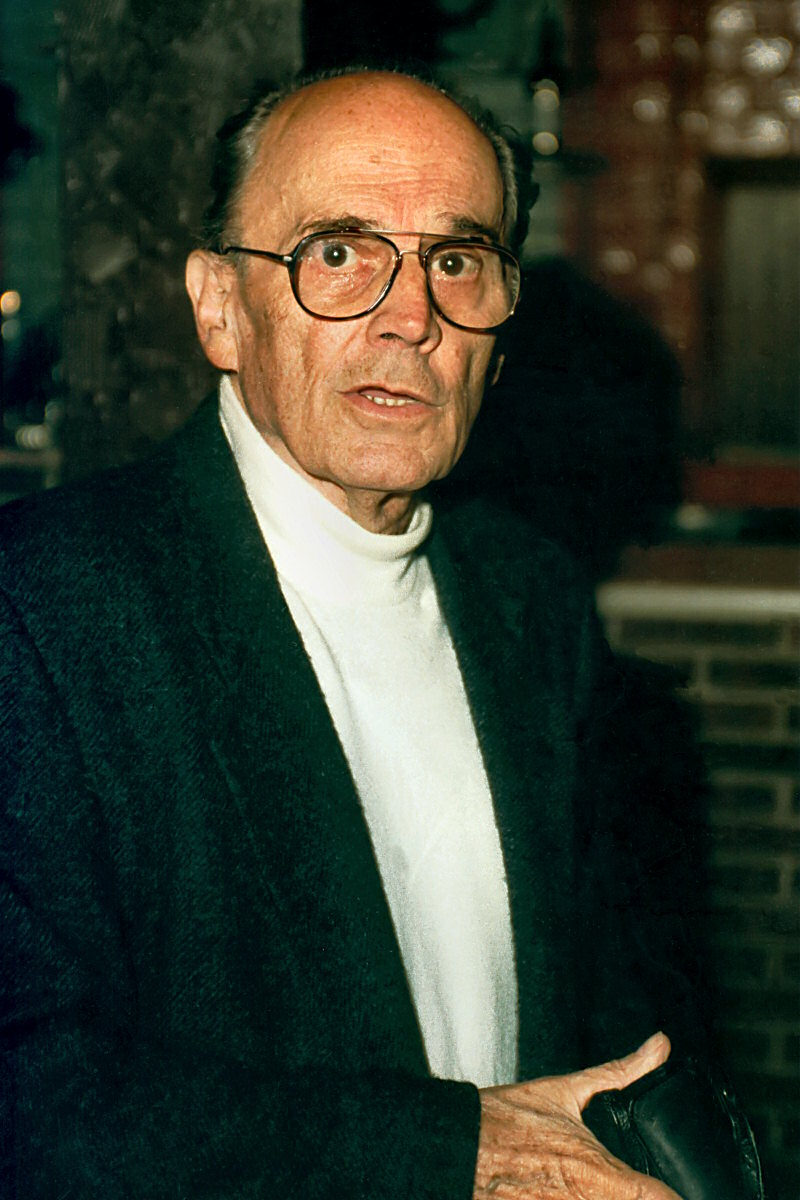
海恩兹·瓦斯 1995年

海恩兹·瓦斯克（Heinz Waaske，1924年—1995年），德国照相机设计家，生于柏林。

## 1948-1963年
加盟德国威斯巴登的威尔根（Wirgin）照相机厂，成为照相机设计家。在这时期瓦斯克设计了多种35毫米爱迪飒单镜头反光机和多种型号的16毫米爱迪飒16微型相机。
- 35毫米
  - 1953 爱迪飒立体照相机.

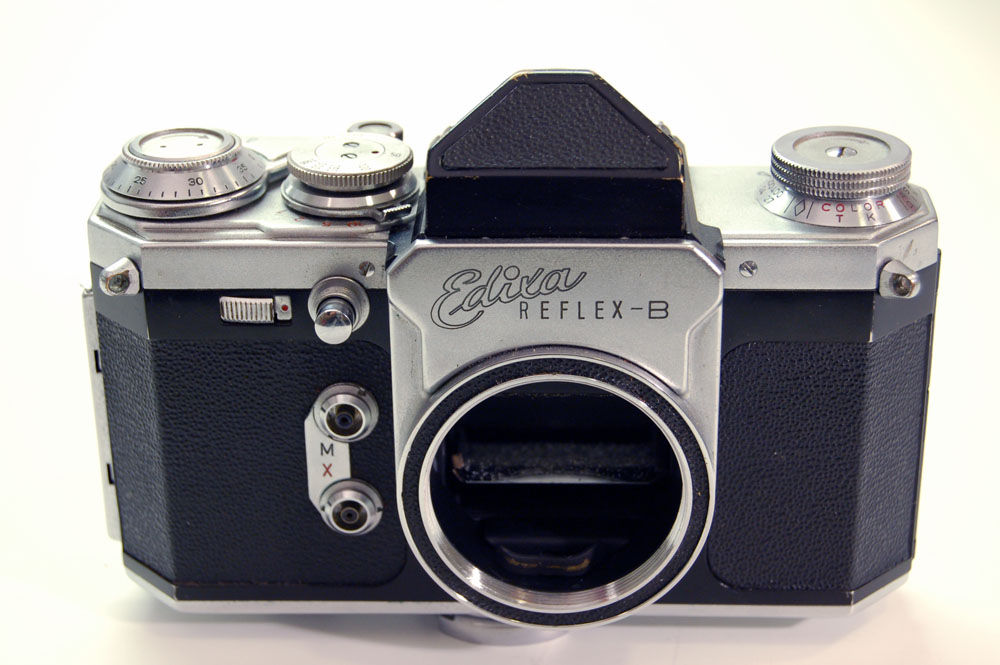
爱迪飒 单反相机

- - 1954 Edixa Reflex 单反照相机，配50/1.9、85/2.8、105/3.5和180/5.5镜头.
  - 1958年出厂的电子爱迪飒(EDIXA ELECTRONICA)是世界上最早的带马达的全自动35毫米单镜头反光机。
  - 1966 EDIXA REX TTL. Edixa Automat
- 16毫米微型相机

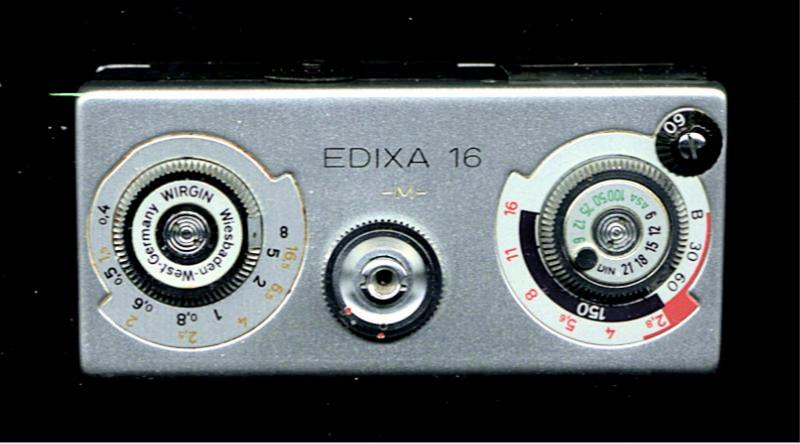
爱迪飒16M 16毫米微型相机

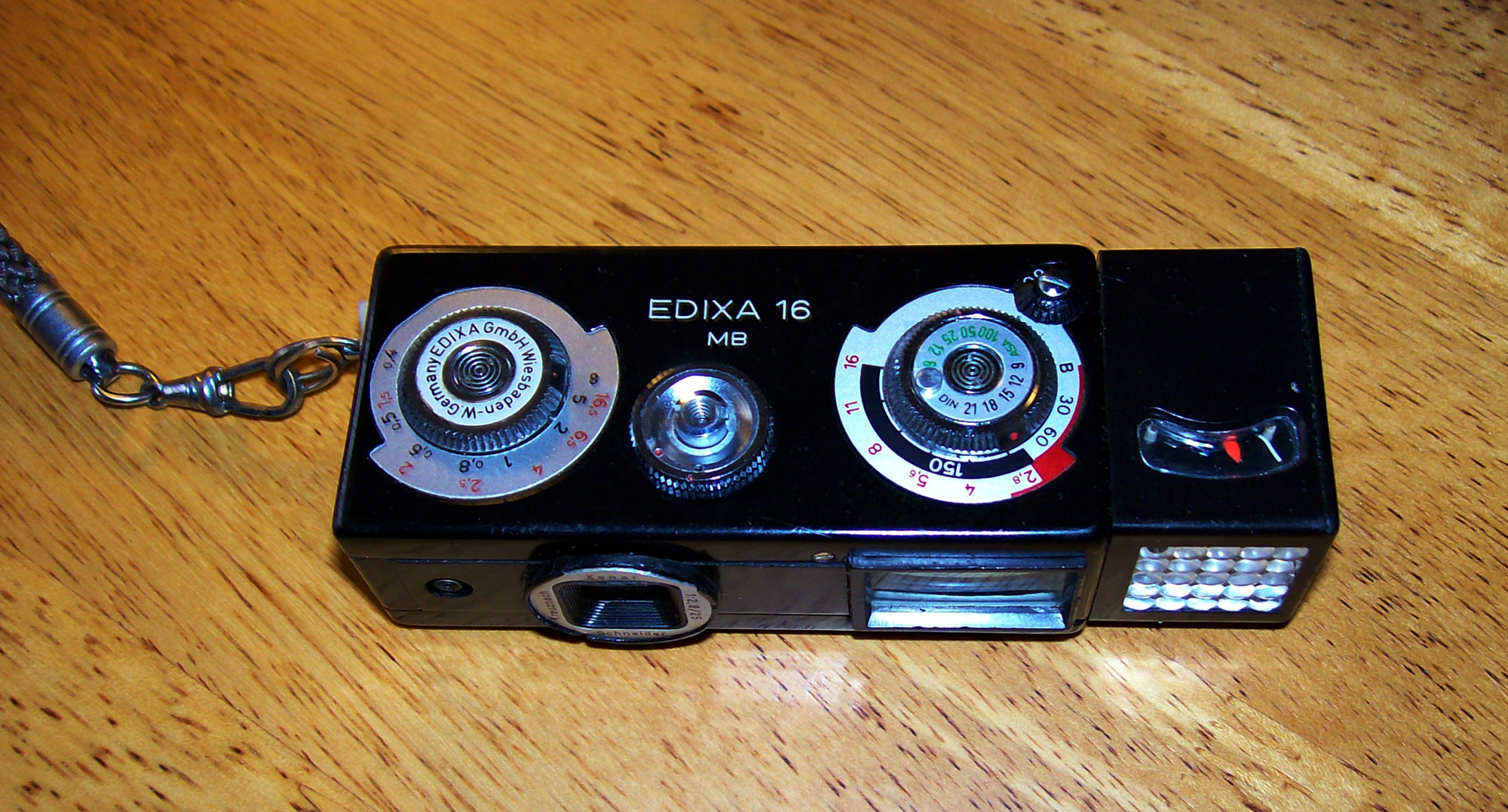
爱迪飒 16毫米照相机

- - 1960 爱迪飒16(EDIXA 16)佩Travagar 25/2.8镜头.
  - 1965 爱迪飒16M,佩Schneider Kreuznach  XENAR 25/2.8镜头.

## 1965-1978年
瓦斯克加盟禄莱相机(Rollei)厂。
- 35毫米

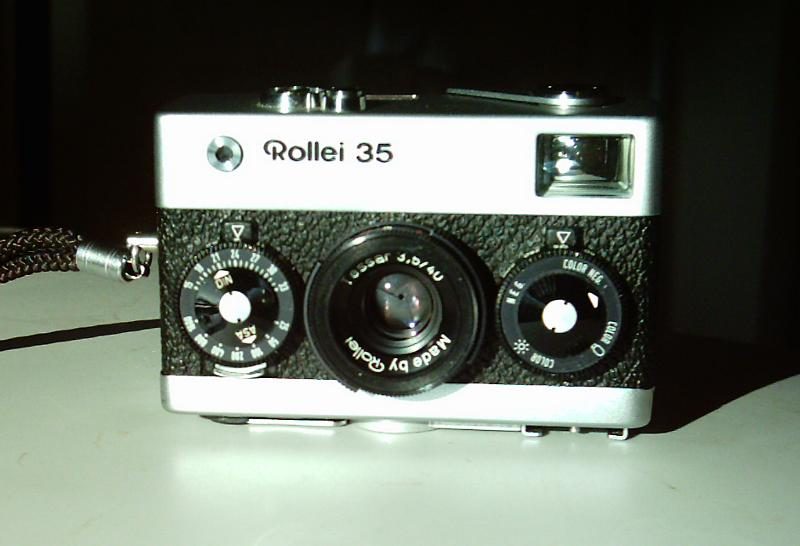
禄莱35

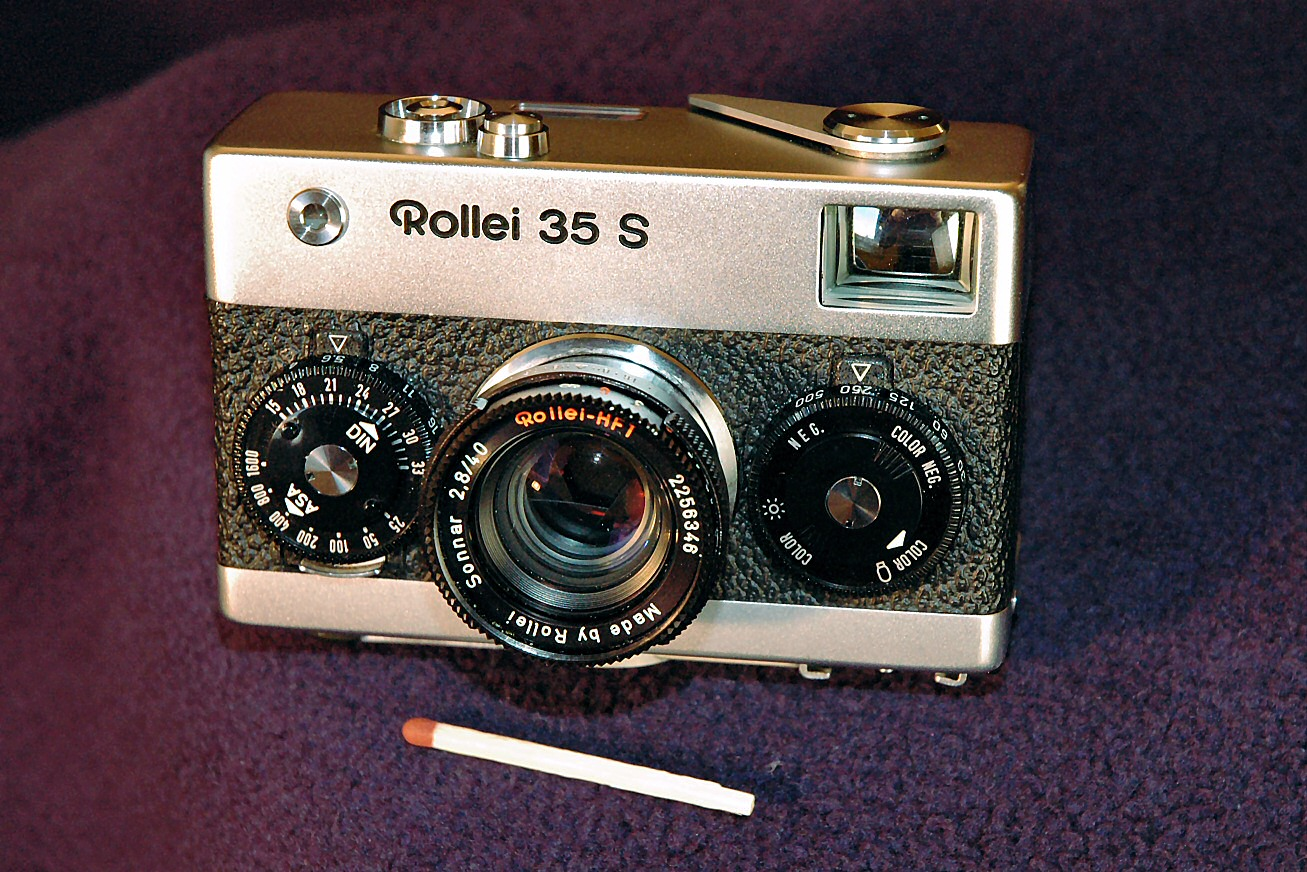
禄莱35S

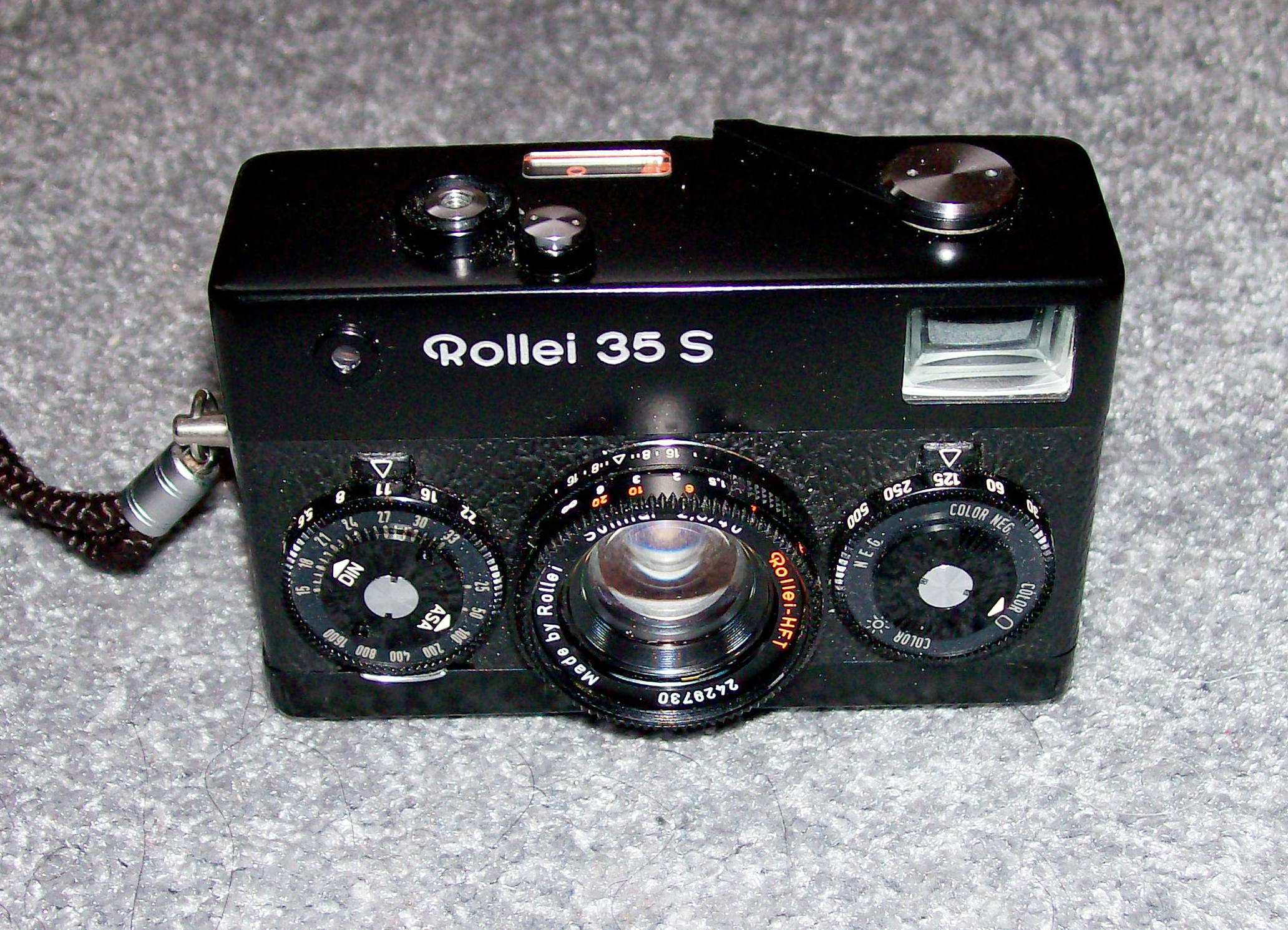
黑色禄莱35S

  - 瓦斯克设计了35毫米照相机禄莱35、禄莱35S。其中以1966年出厂的禄莱35为瓦斯克的代表作，是当时世界上最小的全幅35毫米照相机，配40毫米F3.5天塞镜头，康普快门，（1/2、1/4、1/8、1/15、1/30、1/60、1/125、1/250、1/500秒），电子测光表。

1977年出厂的禄莱35S配40毫米F2.8松那(SONNAR)透镜。
摄影史家公认瓦斯克的禄莱35开创了轻便35毫米相机时代。
- 110相机

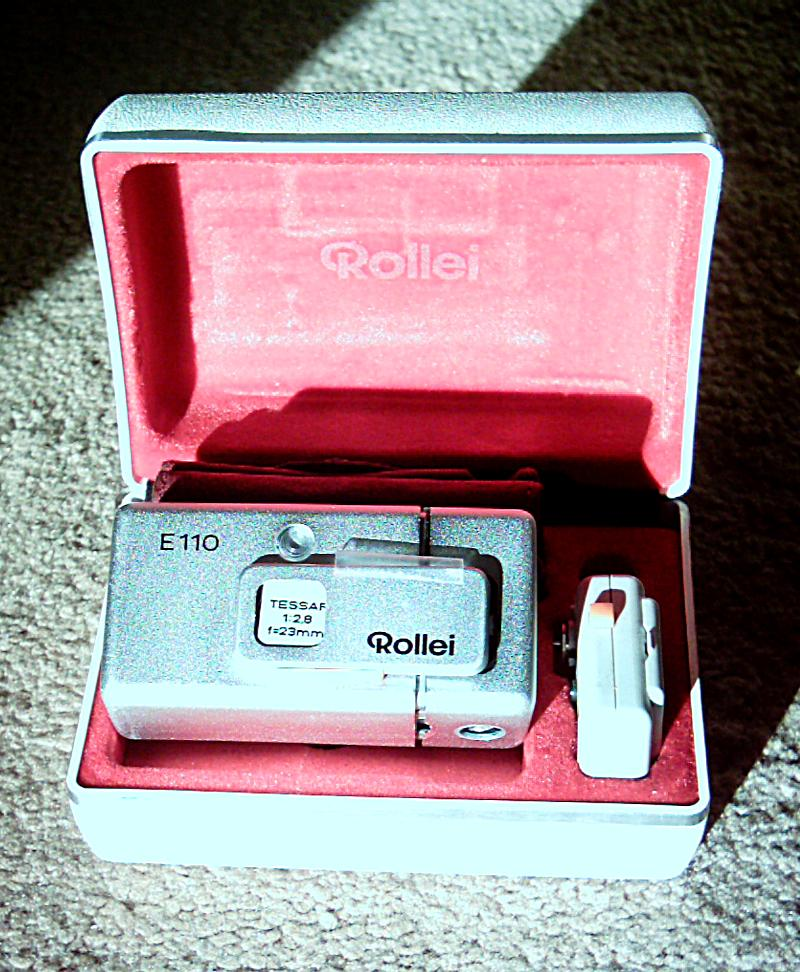
禄莱 E110

- - 禄莱E110、禄莱A110, 配22毫米f/2.8 蔡斯天塞镜头
- 126胶卷
  - 禄莱A26相机，蔡斯40毫米f/3.5松那(SONNAR)透镜

Rolleimatic

## 1978-1995
- 1978 为密诺斯厂设计中幅(4.5 x 6 )照相机。
- 1981-设计35毫米单反照相机。为密诺斯厂改良密诺斯35照相机。为蔡司设计显微镜的胶卷合。
- 1984 为德国兰点厂（Blau Punkt）设计。
- 1987 为德国机器人Robot相机厂设计。

1995年瓦斯克在德国不伦瑞克市逝世。